# 719 Albert
A 719 Albert (ideiglenes jelöléssel 1911 MT) egy földközeli kisbolygó. Johann Palisa fedezte fel 1911. október 3-án.